# Stefano Pozzi

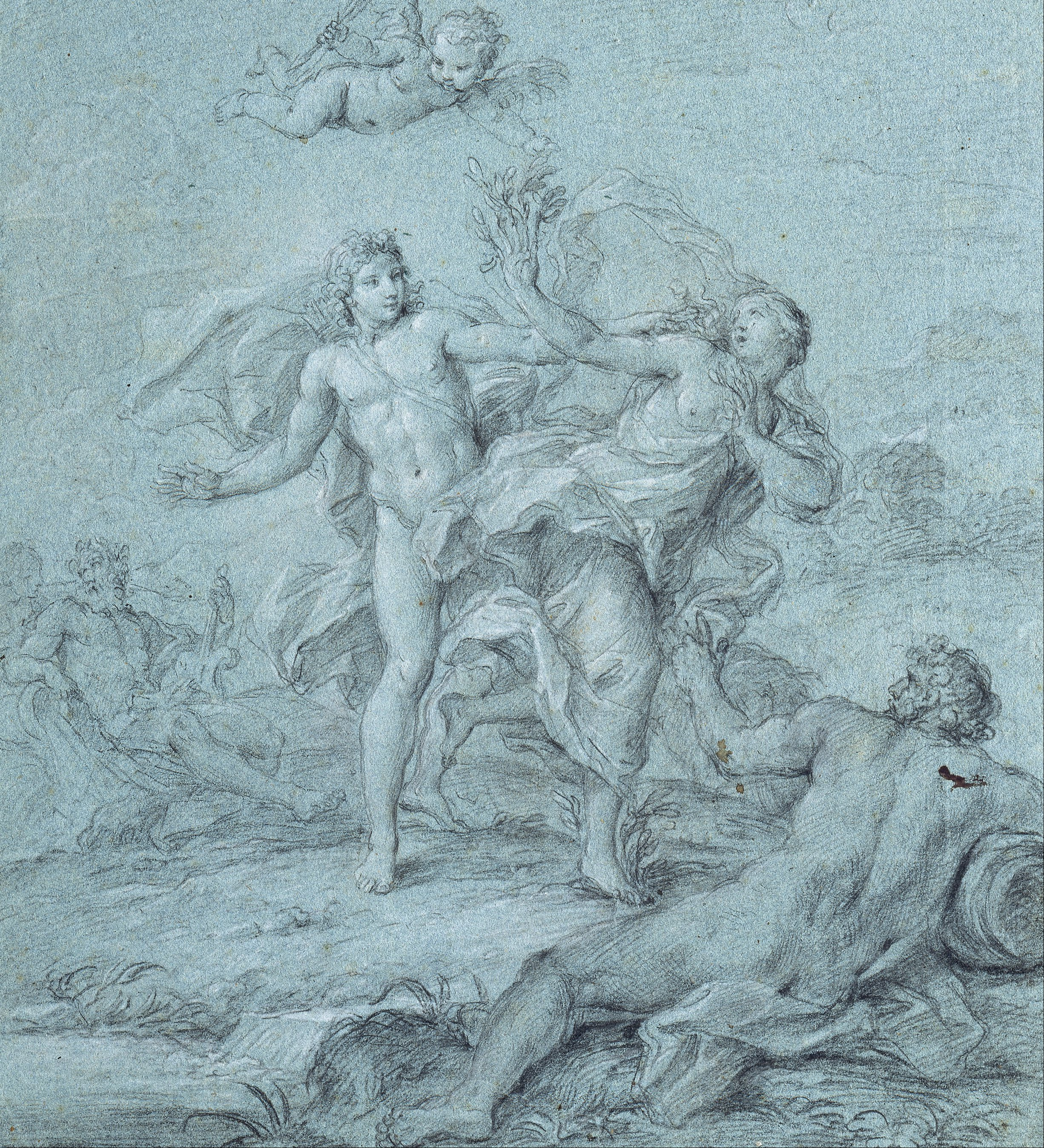
Stefano Pozzi, Apollo e Daphne

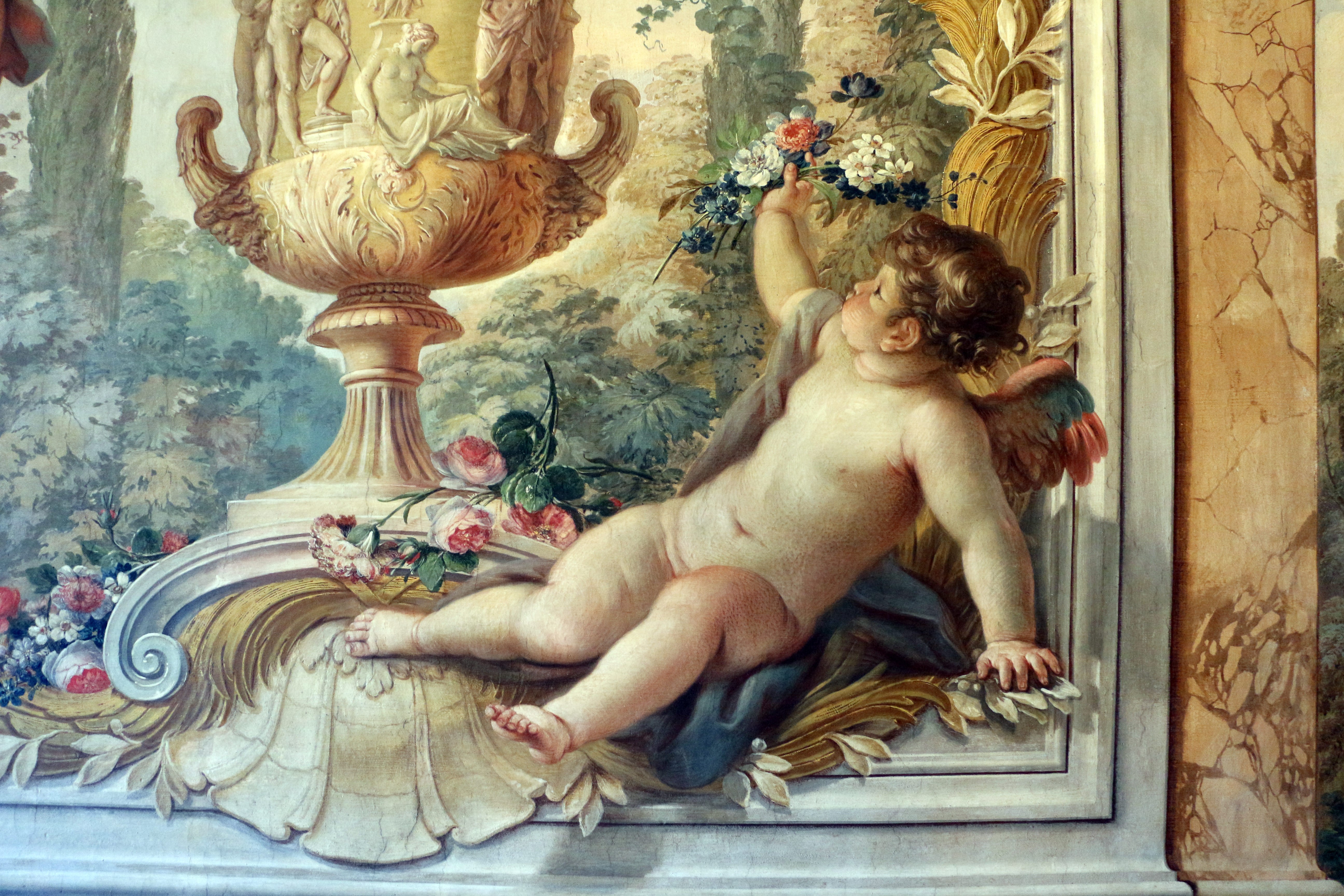
Palazzo Colonna, sala gialla, affreschi di Giuseppe e Stefano Pozzi (figure) e di Giovanni Angeloni
(paesaggi)

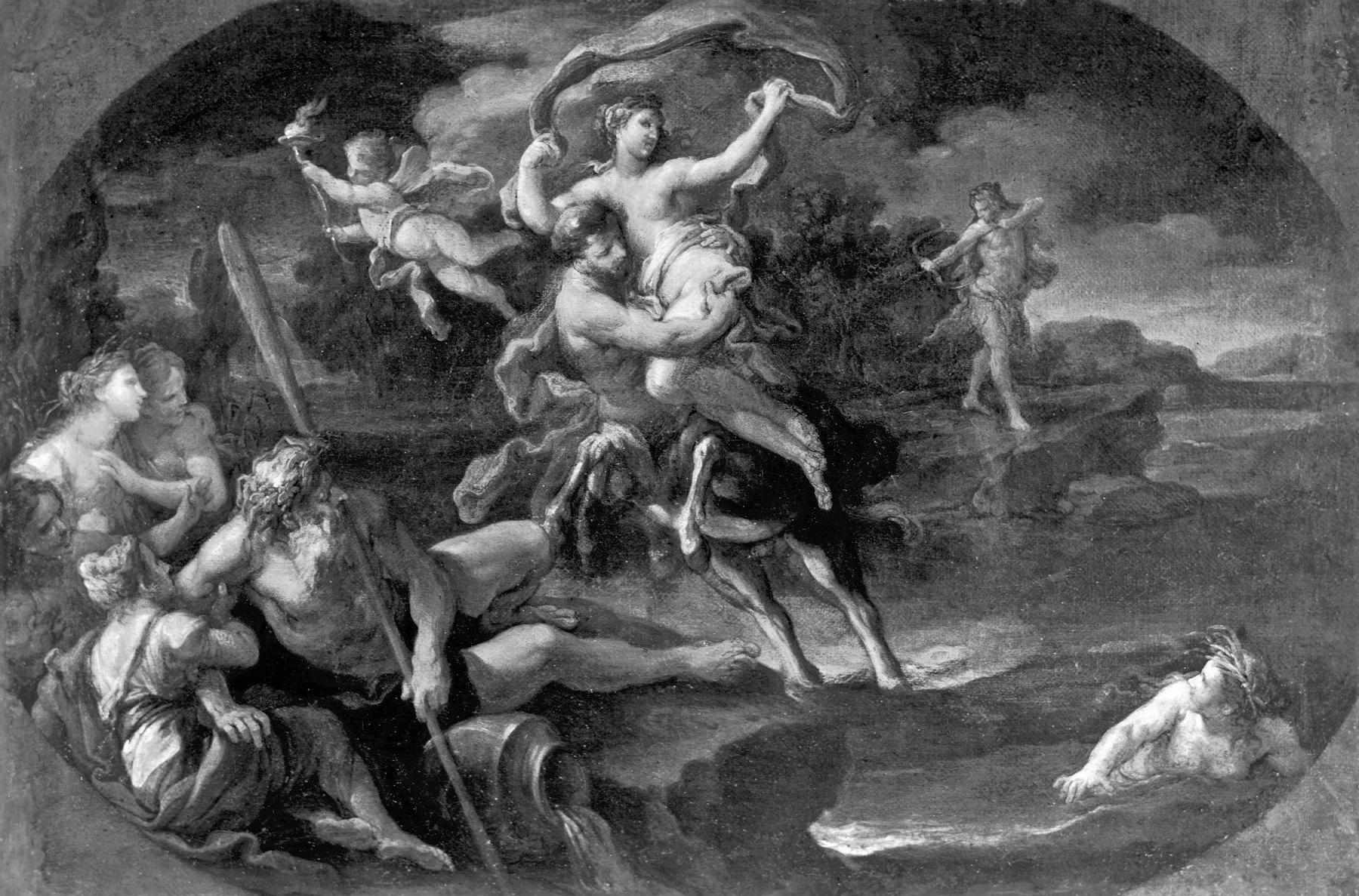
Stefano Pozzi, The Abduction of Deianira. Walters Art Gallery (Baltimore)

Stefano Pozzi (Roma, 9 novembre 1699 – Roma, 11 giugno 1768) è stato un pittore italiano.

## Biografia
Stefano Pozzi è stato un artista versatile, attento all'evolversi del gusto. Fu allievo di Andrea Procaccini, poi di Agostino Masucci, quindi di Pompeo Batoni che nel 1758 sostituirà nell'incarico di Custode delle pitture dei Palazzi Vaticani. Si ispirò al gusto di Carlo Maratta, artista simbolo della pittura romana del Settecento, ma con toni più delicati, morbidi e sobri. Raffinato ed elegante, il suo rococò di stampo romano, che risente anche dalla pittura di Sebastiano Ricci, tende a una grazia un po' algida e prelude il neoclassicismo. 
L'Accademia di San Luca conserva un suo studio, datato 1716, dell’Urania del Campidoglio. Stefano diventò diventò socio dell'Accademia di San Luca nel 1736 e nel 1739 fu accolto nella Congregazione dei Virtuosi al Pantheon, di cui fu eletto reggente nel 1742. Ebbe più volte la Direzione dell’Accademia del Nudo, in Campidoglio. Numerosi furono i suoi allievi: tra questi Antonio Cavallucci (1752–1795), pittore del tardo Barocco, e Giacomo Quarenghi ed Andrea Vici che dalla pittura passarono poi all'architettura.

### Decorazioni nei palazzi della nobiltà romana
Stefano Pozzi decorò la volta del Gabinetto di Toletta di Palazzo Altieri (1743), dipinse le Tre virtù Cardinali a Palazzo Colonna (1743-1750) e affrescò la volta della sala di Elia ed Eliseo, a Palazzo Valentini, con la visione di Elia assunto in cielo nel carro di fuoco e sotto gli occhi di Eliseo. La decorazione della Sala degli specchi a Palazzo Doria-Pamphili, con la Toletta di Venere e le Allegorie dei Quattro elementi è probabilmente la sua ultima opera (1767-1768).

### Nelle chiese, a Napoli e a Roma
A Napoli, Stefano Pozzi ha lavorato nell'abside del Duomo, dal 1734 al 1742. Sempre a Napoli, gli sono attribuiti degli affreschi nel Palazzo Calà Ulloa, situato nei pressi della Chiesa di San Carlo alle Mortelle.
A Roma, nella chiesa di San Silvestro al Quirinale ha dipinto sette ovati (1736) e ha lavorato nella chiesa di San Francesco di Paola (1736 c.). Ha affrescato, nella volta a botte della basilica di Sant'Apollinare, la Gloria di Sant'Apollinare (1746).
Fu incaricato della decorazione del Museo Sacro e del Museo Profano, nei Palazzi Vaticani. Sue tele sono presenti nella basilica di Santa Maria Maggiore, nella basilica di Santa Francesca Romana, nella chiesa del Gesù e nella chiesa di Sant'Ignazio.
Tra il 1762 e il 1767 dipinse l'Allegoria della Giustizia e della Pace per la Serie delle Virtù coniugali della Camera da letto di Ferdinando IV di Borbone e Maria Carolina d'Asburgo nel Palazzo Reale di Napoli, su progetto iconografico di Luigi Vanvitelli. Alla realizzazione dei modelli per gli arazzi parteciparono altri artisti come Giuseppe Bonito, Corrado Giaquinto, Francesco De Mura.